# 西南粗糠树
西南粗糠树（学名：Ehretia corylifolia），为紫草科厚壳树属下的一个植物种。